# قائمة الحوادث الإرهابية في العراق سنة 2016
هذه المقالة تسرد الحوادث الإرهابية في العراق خلال عام 2016:

## يناير
- 11 يناير - قُتل ما لا يقل عن 50 شخصًا في سلسلة من الهجمات في بغداد. وأعلن تنظيم الدولة الإسلامية مسؤوليته عن الهجوم.[1]
- 27 يناير - تفجير الرمادي 2016: تم تفجير ما يصل إلى 12 سيارة مفخخة في مدينة الرمادي. أسفرت الانفجارات عن مقتل 55 جنديًا عراقيًا ومقاتلين موالين للحكومة.[2]

## فبراير
- 4 فبراير - قُتل ما لا يقل عن 28 شخصًا في هجمات في الرمادي والفلوجة.[3]
- 8 فبراير - مجزرة الموصل 2016.
- 28 فبراير - تفجيرات مدينة الصدر فبراير 2016.
- 29 فبراير - قُتل 38 شخصًا في جنازة شيعية في المقدادية.[4]

## مارس
- 6 مارس - قتل انتحاري ما لا يقل عن 60 شخصًا وأصاب 70 آخرين بعد أن صدم شاحنته المفخخة في نقطة تفتيش أمنية عند أحد مداخل مدينة الحلة، جنوب بغداد.[5]
- 25 مارس - تفجير الحصوة 2016 - قُتل 29 شخصًا في تفجير استهدف ملعبًا لكرة القدم جنوب بغداد.[6]
- 29 مارس - قُتل ما لا يقل عن 3 أشخاص وأصيب 27 آخرون في هجوم انتحاري في بغداد. وأعلن تنظيم الدولة الإسلامية مسؤوليته عن الهجوم.[7]

## أبريل
- 4 أبريل - فجر انتحاري نفسه في شارع بمدينة البصرة جنوب العراق، مما أسفر عن مقتل خمسة أشخاص وإصابة خمسة آخرين.[8][9]
- 4 أبريل - فجر انتحاري نفسه داخل مطعم يرتاده مقاتلون من مليشيات الحشد الشعبي، مما أسفر عن مقتل ما لا يقل عن 14 شخصًا.[9]
- 4 أبريل - فجر انتحاري سيارته في نقطة تفتيش أمنية في ضاحية صدر القناة شمال شرقي العاصمة بغداد، مما أسفر عن مقتل ستة جنود وإصابة 13 آخرين.[9]
- 4 أبريل - فجر انتحاري آخر سيارته بالقرب من مقر لقوات الحشد الشعبي في ناحية المشاهدة، على بُعد 20 ميلًا (30 كيلومترًا) شمال بغداد، مما أسفر عن مقتل أربعة جنود وإصابة 10 آخرين.[9]
- 9 أبريل - انفجار قنبلة أدى إلى مقتل شخص وإصابة 3 آخرين في ديالى.[10]
- 9 أبريل - في سبع البور، أدى انفجار قنبلة إلى مقتل ما لا يقل عن شخصين وإصابة 8 آخرون.[11]

## مايو
- 1 مايو - قُتل ما لا يقل عن 33 شخصًا في تفجير في السماوة.
- 11 مايو - قُتل ما لا يقل عن 62 شخصًا في تفجير شاحنة في بغداد.[12]
- 13 مايو - مذبحة مشجعي نادي ريال مدريد.
- 15 مايو - هجوم معمل غاز التاجي 2016.

## يونيو
- 4 يونيو - أسفرت تفجيرات في بغداد والمناطق المحيطة بها عن مقتل 15 شخصًا.[13]

## يوليو
- 2 يوليو - تفجيرات الكرادة تُسفر عن مقتل ما لا يقل عن 308 أشخاص.
- 24 يوليو - تفجير الكاظمية في بغداد يُسفر عن مقتل ما لا يقل عن 21 شخصًا.

## نوفمبر
- 24 نوفمبر - تفجير الشوملي (2016) في الحلة يُسفر عن مقتل ما لا يقل عن 100 شخصًا.[14]